# Рабито, Андреа
Андреа Рабито (итал. Andrea Rabito; род. 11 мая 1980) — итальянский футболист, нападающий.

## Карьера
Родился в городе Виченца, начал карьеру в молодёжном клубе Милана. В сезоне 2000/2001 был отдан в аренду в клуб Серии С1 «Реджана», а в следующем сезоне — в клуб Серии B «Модена» вместе с Маурицио Домицци. 21 июня 2002 года Рабито и Домицци были отданы в совместное владение в «Сампдорию» по 2 млн лир каждый. В июне 2003 года «Милан» выкупил Рабито и передал все права на Домицци за 4 млн евро. В 2006 году Рабито был подписан Альбинолеффе за 1 000 евро.
В сезонах 2001/02, 2002/03 и 2003/04 Рабито каждый раз выходил с клубами в Серию A, однако каждый раз после этого руководство Милана расторгало контракт аренды и игрок отправлялся в другой клуб, не получая никакого опыта игры на высшем уровне.
В 2007 году игрок заключил контракт с Падовой на правах совместной собственности за 15 000 евро. В июне 2008 года Падова получила все права на игрока, заплатив ещё 45 000 евро.
В сезоне 2008/09 Рабито оформил хет-трик в первой игре сезона и с девятью голами завершил сезон вторым бомбардиром клуба.
В 2011 году футболист перешёл в Кремонезе.